# Гостра блискавка
Гостра блискавка або Гаряча блискавка (нід. Hete bliksem) — стара і досі популярна голландська страва.
Це складене рагу, що складається з двох частин картоплі, однієї частини кислих яблук, однієї частини яблук солодких сортів або груш, і однієї частини цибулі, з додаванням солі, перцю та цукру. Страва зазвичай подається з кров'яною ковбасою. В Гелдерланді Гостру блискавку традиційно їдять з яловичиною. Також часто зустрічаються рецепти з використанням свинини, бекону, шинки та французької гірчиці.
Цю страву також називають своєю традиційною стравою в регіонах Рейну, Вестфалії, Нижньої Саксонії. Вона була відомо з 18 століття і також мала популярність в Сілезії. Страву зазвичай готували з м'яса, додаючи смажену цибулю, картопляне пюре та яблучний соус. Варіантів м'ясної начинки було багато: смажений бекон, фарш, кров'яна або копчена ковбаса, шинка.
Попри твердження, що традиційна голландська їжа все рідше з'являється сьогодні на обідніх столах, існує безліч рецептів приготування цієї страви, що говорить про її популярність. Гаряча блискавка з картопляного пюре, яблук і бекону або з іншими складовими залишається улюбленим рецептом багатьох голландських сімей.
Рецептом діляться безліч кулінарних сайтів, наводячи аргументи на користь «золотої комбінації» для неї, а саме — солодкої картоплі, чебрецю та меду. Неодмінні складові класичного рецепта — кислі яблука та картопля, які розтираються в пюре і багато хрустких шматочків смаженого бекону. Ідеальний баланс — суміш солодких і кислих яблук. Картопля і яблука (в співвідношенні 1 частина і 2 частини відповідно) варяться в одній каструлі. У самий низ кладуть картоплю, яблука зверху. Потім укладають шматочки бекону (можна замінити копченою ковбасою або фаршем). М'ясо виймається, ріжеться на шматочки, воду зливають, залишаючи трохи для пюре, потім все перемішується, або м'ясо кладуть зверху пюре.
Існує безліч різновидів приготування цієї страви. Основний інгредієнт — тушковане м'ясо з різними овочами: капустою (свіжа і квашена), морквою, яблуками та цибулею. Господині могли використовувати будь-який інший овоч або навіть фрукт.
У 2019 на 25-му щорічному міжнародному турнірі Snert-en Stamppotkoken в Нідерландах, де змагаються кращі кухарі й любителі, Карін Кейзер (гол. Karin Keizer) приготувала струдель «Гаряча блискавка», в якому був дотриманий ідеальний баланс між смаком, запахом, кольором та завоювала звання чемпіона світу.

## Етимологія
Завдяки використанню яблук та груш, страва містить багато вологи, через що вона довго підтримує високу температуру. Крім того, яблучні пюре в суміші з картопляним сприяє тому, що страва залишається гарячою протягом тривалого періоду часу, тому при їжі можна обпалити рот. Ймовірно, через це страва отримала ще одну свою назву або варіант перекладу — «Гаряча блискавка» .
У Німеччині цю страву і схожі на неї рецепти з картоплею і яблуками або іншими овочами називають Himmel und Erde («Небо і земля»). Така назва походить, можливо, від двох основних інгредієнтів, двох видів «яблук»: яблук з дерев, тобто з неба, і картоплі — з землі. Згідно з діалектами Erdapfel або Äädappel, в Рейнській області картопля перекладається як «земляне яблуко». На приготовану страву в Німеччині часто укладають шар обсмаженого і нарізаного кубиками бекону з пересмаженою цибулею.